# Анджело (поема)
«Анджело» (рос. Анджело) — поема російського поета Олександра Пушкіна, закінчена 27 жовтня 1833 року і надрукована в альманасі «Новосілля», ч. 2, 1834 рік. «Анджело» вийла у світ в квітні 1834 року, вона була написана в Болдіні. Написана шестистопним ямбом з вільним римуванням (в діалогах переважає парне римування, так званий александрійський вірш).

## Сюжет
В одному з міст Італії править старий Дук, який є покровителем наук і мистецтв. Народ зовсім не боїться Дука, саме тому в місті відсутнє правосуддя. Дук вирішує виправити це. Він вирішує поставити на своє місце Анджело, людину досвідчену і сувору. Як тільки Анджело приходить до влади, закони починають працювати, і по п'ятницях влаштовуються страти. Анджело видає наказ про страту Клавдіо. По дорозі у в'язницю нещасний Клавдіо зустрічає Луціо і просить його сходити в монастир до Ізабелли — сестри Клавдіо. Анджело усвідомлює, що закохався в Ізабеллу. Вранці вона приходить до нього, і між ними відбувається розмова. У ході цієї розмови Анджело спочатку натякає, а потім відкрито говорить, що якщо Ізабела віддасться йому, то він звільнить Клавдіо від смертного вироку. Клавдіо говорить Ізабеллі, що не треба грішити, але потім благає сестру виконати умову Анджело. Про цю розмову дізнається Дук. Він знає, як викрити Анджело: необхідно, щоб замість Ізабелли з ним ніч провела дружина Анджело Мар'яна. Мар'яна проводить ніч з Анджело, і той не помічає підміни. Однак він не виконує своєї обіцянки і видає наказ про страту. Дук зупиняє страту. Дук наказує Ізабеллі і Анджело йти з ним до палацу. У палаці Мар'яна і Ізабела молять Дука, щоб він помилував злочинця, і той прощає Анджело.

## Основні відомості
За наполяганням міністра Уварова з поеми було виключено кілька віршів. І в другому виданні, незважаючи на енергійні протести Пушкіна, ці місця не були відновлені. Поема поєднує оригінальне оповідання в дусі старовинних італійських хронік на сюжет драми Шекспіра «Міра за міру» з досить близьким перекладом сцен цієї драми. Спочатку Пушкін збирався перевести драму Шекспіра розміром оригіналу (білим 5-стопним ямбом), зберігся початок перекладу. Центральна ідея (займала Пушкіна в ті роки) — перевага духу милосердя над буквою закону.
Критика зустріла драму негативно, вбачаючи в ній ознаки падіння таланту Пушкіна. З цього приводу Пушкін говорив Нащокіну: «Наши критики не обратили внимания на эту пьесу и думают, что это одно из слабых моих сочинений, тогда как ничего лучшего я не написал».

## Персонажі
- Дук
- Анджело
- Клавліо
- Ізабелла
- Луціо
- Мар'яна

## Фільми
- Фільм «Анджело» 1920 року.